# Autoportrait (Kauffmann)
Pour les articles homonymes, voir Autoportrait (homonymie).
Autoportrait est un autoportrait à l'huile sur toile réalisé par Angelica Kauffmann en 1784, aujourd'hui conservé à la Neue Pinakothek de Munich, ayant été acquis par Louis Ier de Bavière pour entrer dans ses collections en 1826.